# ATP Challenger Zadar
Das ATP Challenger Zadar (offizieller Name: Falkensteiner Punta Skala – Zadar Open) ist ein seit 2021 stattfindendes Tennisturnier in Zadar, Kroatien. Es ist Teil der ATP Challenger Tour und wird im Freien auf Sand ausgetragen.

## Liste der Sieger

### Einzel
| Jahr | Sieger               | Finalgegner      | Ergebnis       |
| ---- | -------------------- | ---------------- | -------------- |
| 2025 | Borna Ćorić          | Valentin Royer   | 3:6, 6:2, 6:3  |
| 2024 | Jozef Kovalík        | Adrian Andreew   | 6:4, 6:2       |
| 2023 | Alessandro Giannessi | Sebastian Ofner  | 6:4, 5:7, 7:66 |
| 2022 | Flavio Cobolli       | Daniel Michalski | 6:4, 6:2       |
| 2021 | Nikola Milojević     | Dimitar Kusmanow | 2:6, 6:2, 7:65 |

### Doppel
| Jahr | Sieger                             | Finalgegner                     | Ergebnis          |
| ---- | ---------------------------------- | ------------------------------- | ----------------- |
| 2025 | Zdeněk Kolář (2) Neil Oberleitner  | Denys Moltschanow Mick Veldheer | 6:3, 6:4          |
| 2024 | Manuel Guinard (2) Grégoire Jacq   | Roman Jebavý Zdeněk Kolář       | 6:4, 6:4          |
| 2023 | Manuel Guinard (1) Nino Serdarušić | Ivan Sabanov Matej Sabanov      | 6:4, 6:0          |
| 2022 | Zdeněk Kolář (1) Andrea Vavassori  | Franco Agamenone Manuel Guinard | 3:6, 7:67, [10:6] |
| 2021 | Blaž Kavčič Blaž Rola              | Lukáš Klein Alex Molčan         | 2:6, 6:2, [10:3]  |